# دوروثي كينغسلي
دوروثي كينغسلي (بالإنجليزية: Dorothy Kingsley)‏ هي كاتبة سيناريو أمريكية، ولدت في 14 أكتوبر 1909 في نيويورك في الولايات المتحدة، وتوفيت في 26 سبتمبر 1997 في مونتيري في الولايات المتحدة.

## وصلات خارجية
- دوروثي كينغسلي على موقع IMDb (الإنجليزية)
- دوروثي كينغسلي على موقع ألو سيني (الفرنسية)
- دوروثي كينغسلي على موقع أول موفي (الإنجليزية)
- دوروثي كينغسلي على موقع قاعدة بيانات الأفلام السويدية (السويدية)
- دوروثي كينغسلي على موقع قاعدة بيانات الفيلم (الإنجليزية)
- دوروثي كينغسلي على موقع كينوبويسك (الروسية)